# Margaret John
Margaret John (ur. 14 grudnia 1926 w Swansea w Wielkiej Brytanii, zm. 2 lutego 2011 tamże) – brytyjska aktorka. Nagrodzona przez Brytyjską Akademię Sztuk Filmowych i Telewizyjnych Złotą Maską.
W telewizji występowała przez ponad 50 lat. Zmarła po długiej chorobie 2 lutego 2011 roku.